# Маклафлин, Эдуардо Франсиско
Эдуардо Франсиско Маклафлин (исп. Eduardo Francisco McLoughlin; 1918 — 1998) — аргентинский политик и дипломат, министр иностранных дел (1972—1973).

## Биография
Родился в семье ирландских эмигрантов.
С 1937 г. в Вооруженных силах, в 1943 г. окончил школу ВВС.
С 1947 г. — в организации, занимающейся закупкой вооружения в Европе, затем атташе по вопросам ВВС аргентинского посольства в Лондоне.
В 1955 г. перешел на сторону революционных сил в Кордове.
С 1956 г. — занимал высокие должности в аргентинской армии, был военным атташе посольства в США.
В 1966—1970 гг. — посол в Великобритании.
В 1970 г. — министр внутренних дел.
В 1972—1973 гг. — министр иностранных дел Аргентины. Ему отводят ключевую роль в провале британского плана передачи суверенитета над Фолклендскими островами.